# Acadèmia Pontifícia de les Belles Arts i de les Lletres dels Virtuosos al Panteó
L'Acadèmia pontifícia de les Belles Arts i de les Lletres dels Virtuosos al Panteó és una de les acadèmies pontifícies sota la direcció de la Santa Seu. El nom complet italià per a denominar aquesta acadèmia és Pontificia Insigne Accademia di Belle Arti e Letteratura dei Virtuosi al Pantheon. El terme Virtuosi al Pantheon (virtuosos del Panteó) també és àmpliament emprat. El Panteó de Roma va ser la seu històrica de l’acadèmia. El terme “acadèmia” és utilitzat en el renaixement com a definició d'una associació de persones, i no en sentit d'una institució d’ensenyament o instrucció.

## Història
L’acadèmia va ser fundada com a “Congregació de Sant Josep de Terra Santa” l’any 1542 sota l’auspici del monjo cistercenc Desiderio d’Auditorio, i va ser reconeguda pel Papa Pau III el 15 d’octubre de 1542. Des de la seva creació, l’acadèmia ha tingut entre els seus membres alguns dels més importants artistes que varen passar per Roma. Des del segle xvii,les exposicions han tingut lloc a les portes del Panteó, la seu històrica.
L’any 1837, un nou estatut dels Estats Pontificis, va permetre aportar fons per a concursos d’art que se celebraven anualment. El títol de pontifici va ser atorgat pel papa Pius IX l’any 1861; el títol d’acadèmia l’atorgà el papa Pius XI l’any 1928. Als estatuts de 1995 s'especifica que l’objectiu de l’acadèmia és “afavorir l'estudi i la pràctica de les lletres i les belles arts amb particular recompensa en l'art sacre i la literatura cristiana... en col·laboració amb el Concell Pontifici per la Cultura”.

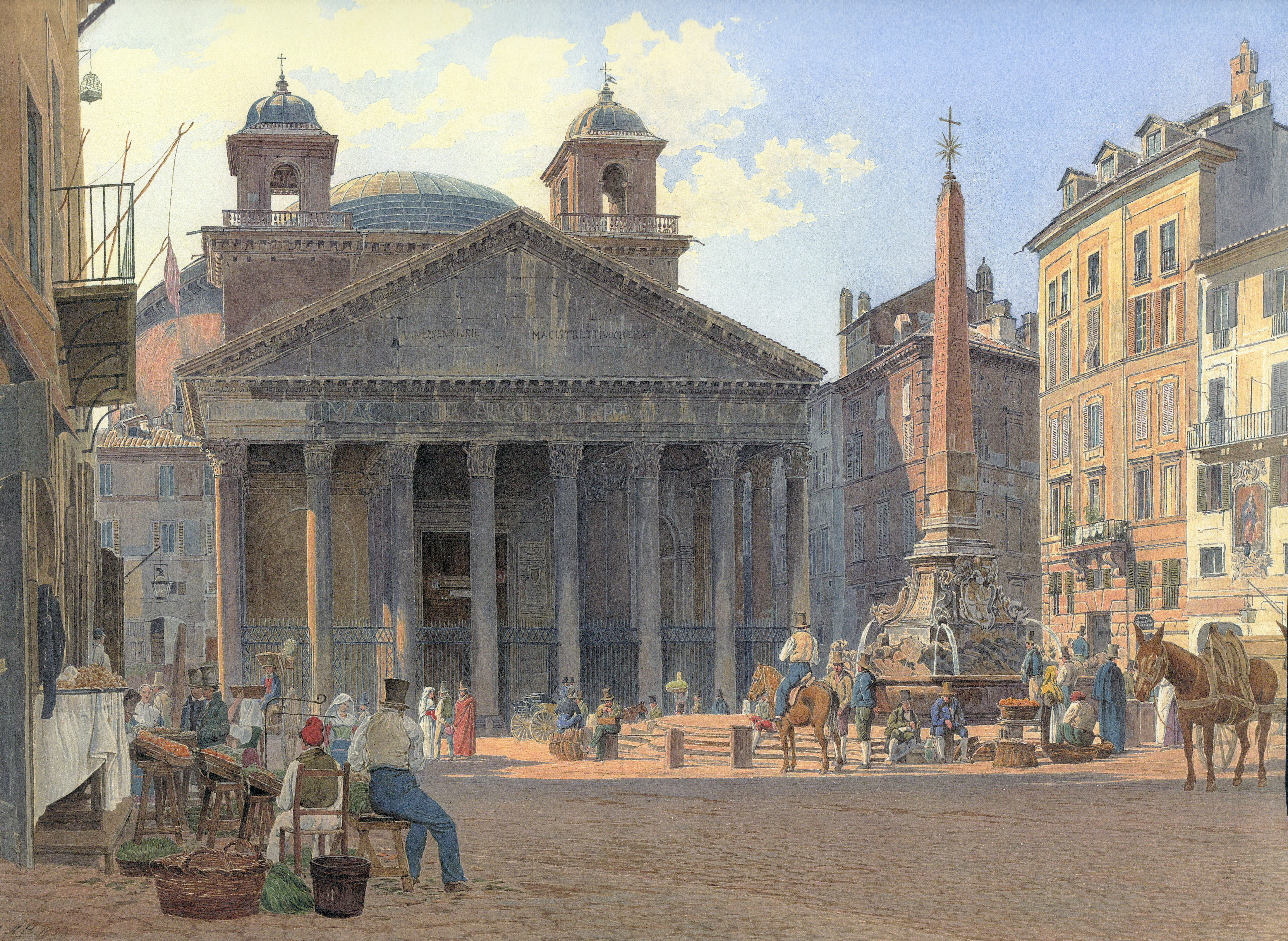
Panteó de Roma l'any 1836